# Carpete

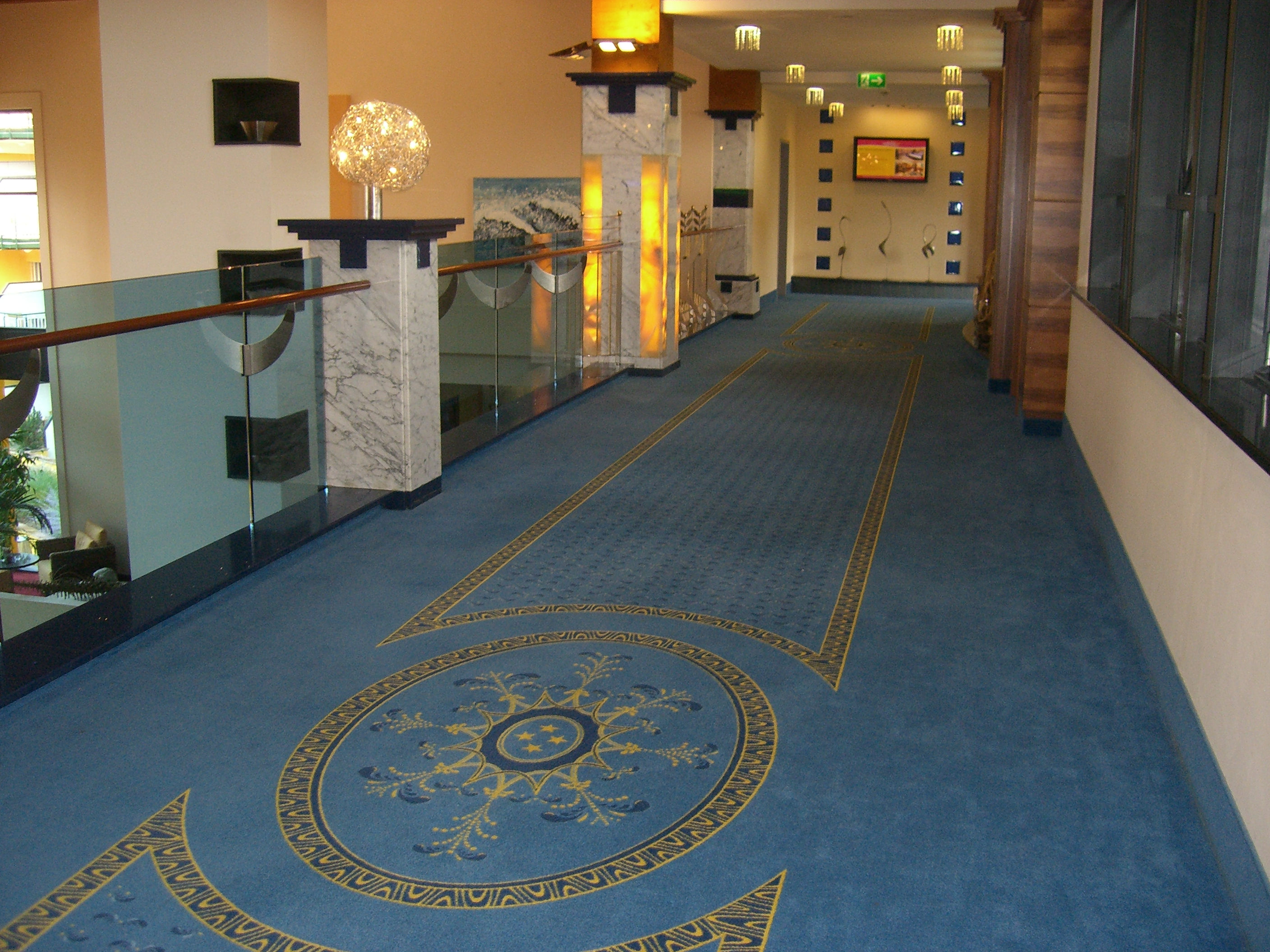
Chão com carpete.

Um carpete é uma espécie de tapete, geralmente menos espesso, que reveste por completo o soalho, sendo nele afixado. Utilizado para proteger ou adornar um cômodo, o carpete apresenta-se em diversas cores e estampas.
O carpete, é produzido geralmente com materiais têxteis sintéticos formados em fios de lã que são tingidos e costurados em um forro primário e depois colados a um forro secundário que adiciona força e estabilidade ao carpete e separa a camada de enchimento. O polipropileno tecido ou não é o material mais frequentemente usado para fazer ambas as camadas do forro, embora uma pequena porcentagem do forro possa ser feita de fibras naturais tecidas em tecido grosso. O látex de borracha sintética é a cola que une as camadas.
A maioria dos acolchoamentos de carpetes é feita de "rebond", uma sucata de uretano reciclada que é cortada e prensada em camadas. Uma fina camada de plástico é colada na parte superior para manter as peças juntas e dar ao enchimento uma superfície lisa e uniforme.